# Cú vọ mặt trắng

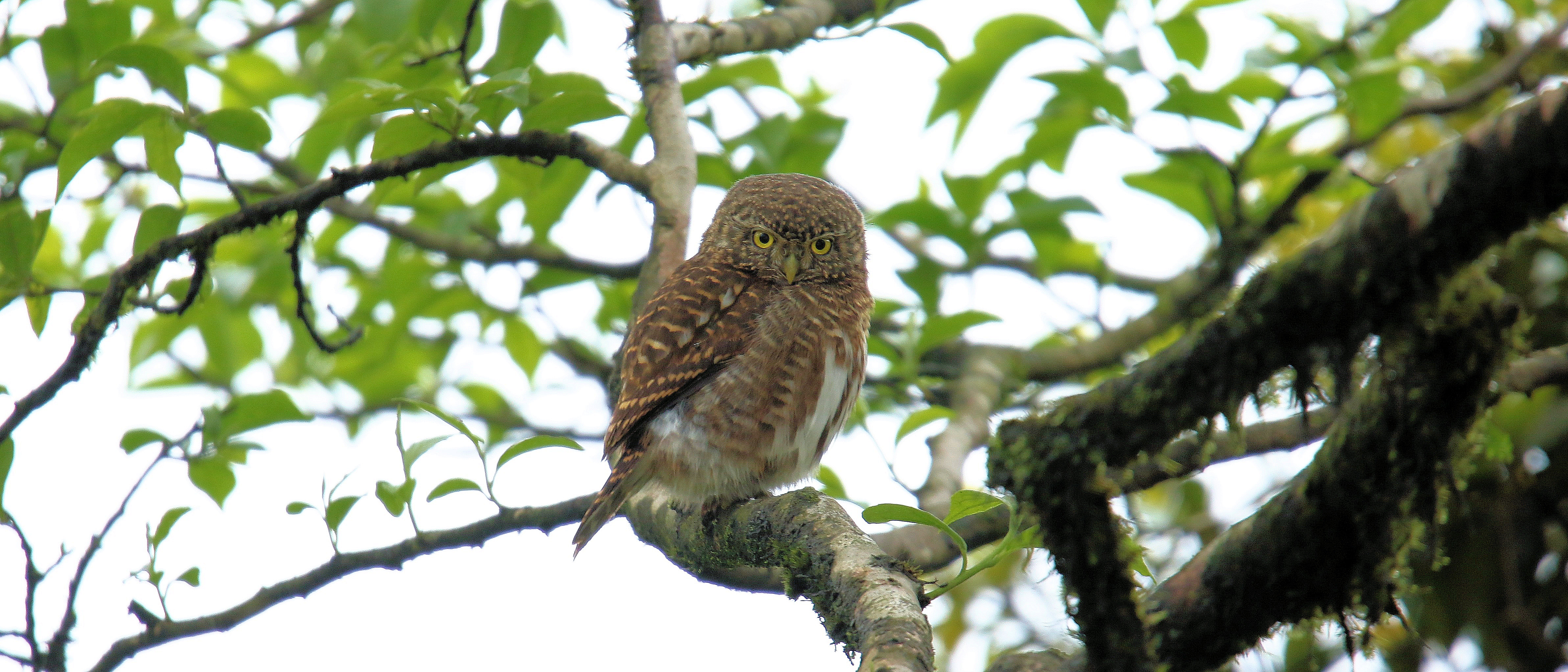
Cú vọ mặt trắng

Cú vọ mặt trắng (danh pháp hai phần: Glaucidium brodiei là một loài chim thuộc Họ Cú mèo. Nó được tìm thấy ở Afghanistan, Bangladesh, Bhutan, Brunei, Campuchia, Trung Quốc, Ấn Độ, Indonesia, Lào, Malaysia, Myanma, Nepal, Pakistan, Đài Loan, Thái Lan, và Việt Nam. Môi trường sống tự nhiên của nó là rừng ôn đới. Nó là loài cú nhỏ nhất ở châu Á, dài 15 cm (6 in) và nặng 60 gram (2,1 oz).
Có 4 phân loài được công nhận tại thời điểm này:

- Glaucidium brodiei borneense Sharpe, 1893
- Glaucidium brodiei brodiei (Burton, 1836)
- Glaucidium brodiei pardalotum (Swinhoe, 1863)
- Glaucidium brodiei sylvaticum (Bonaparte, 1850)